# La Neuville-Saint-Pierre
La Neuville-Saint-Pierre är en kommun i departementet Oise i regionen Hauts-de-France i norra Frankrike. Kommunen ligger i kantonen Froissy som tillhör arrondissementet Clermont. År 2022 hade La Neuville-Saint-Pierre 162 invånare.

## Befolkningsutveckling
Antalet invånare i kommunen La Neuville-Saint-Pierre
| Referens: INSEE |